# Чандрараджа II
Чандрараджа II (гінді चंद्रराज द्वितीय; д/н — 863) — нріпа Сакамбхарі 836—863 роках. Він також відомий як Шашиннріпа (Володар Місяця).

## Життєпис
Походив з династії Чаухан. Син Говіндараджи I. Посів трон 836 року. Зберігав залежність від Гуджара-Пратіхарів. Хроніка «Прітвіраджа Віджая» вихваляє його, використовуючи розпливчасті терміни, але мало конкретної інформації про його правління.
Вважається, що у 840-850-х роках брав активну участь у війнах магараджахіраджи Міхіри Бходжи I спочатку проти  арабських валі (намісників) Сінду, а згодом від нападів з боку Мултанського та Сіндського еміратів.
Помер 863 року. Йому спадкував син Говіндараджа II.